# Josette Andriot
Josette Andriot, nata Camille Élisa Andriot (Parigi, 23 agosto 1886 – Antibes, 13 maggio 1942), è stata un'attrice francese, famosa negli anni dieci per i suoi ruoli d'azione e avventurosi nelle serie di Zigomar e poi di Protéa, film di cui era protagonista assoluta.

## Biografia
Camille-Élisa Andriot nacque il 23 agosto 1886 nel 20º Arrondissement, a Parigi, quinta dei sei figli di un tintore e di una fiorista. Il fratello più giovane, Lucien (1892-1979), diventerà poi un noto direttore della fotografia. Nel 1909, fu messa sotto contratto dalla Société Française des Films Éclair. Nel corso della sua carriera che durò dieci anni, girò una sessantina di film. Josette Andriot non aveva una formazione teatrale, ma si rivelò un'attrice nata: in più era una sportiva completa, sapendo nuotare, andare a cavallo e in bicicletta.
Girò i suoi primi film sotto la direzione di Victorin-Hippolyte Jasset, di cui divenne una delle attrici preferite. Nella serie di Zigomar, interpretava la parte di Rosaria, la complice di Zigomar che riesce sempre a fuggire a una sorte funesta. Nel 1913, fu la protagonista di Protéa, primo film di spionaggio in cui l'eroina era una donna. Nel film, che conobbe un grande successo, Josette Andriot interpreta un personaggio di donna forte e di azione: in collant neri, precede di due anni Musidora e la sua Irma Vep, protagonista di Les Vampires di Feuillade.
Jasset morì poco dopo aver finito le riprese: Josette Andriot continuò la sua carriera con altri registi, girando altri quattro film su Protéa. Lasciò il cinema dopo l'uscita dell'ultimo film della serie da lei interpretato, L'Intervention de Protéa, nel gennaio del 1919.
Morì ad Antibes il 13 maggio 1942 all'età di 65 anni.

## Vita privata
Josette Andriot si sposò tre volte: nel 1916 con Raymond-André-Hippolyte Guille, nel 1924 con Jean-Marie Leclerc e nel 1936 con Paul-Jules-Henri Legros.
Lucien Andriot, apprezzato direttore della fotografia che avrebbe poi continuato la carriera a Hollywood, era suo fratello. I due fratelli girarono alcuni film insieme.

## Filmografia
- Rédemption, regia di Victorin-Hippolyte Jasset - cortometraggio (1909)
- Les Mains, regia di Émile Chautard e Victorin-Hippolyte Jasset - cortometraggio (1911)
- Zigomar, roi des voleurs, regia di Victorin-Hippolyte Jasset - cortometraggio (1911)
- La Légende de l'Aigle - Ordre de l'empereur, regia di Victorin-Hippolyte Jasset - cortometraggio (1911)
- Le Cercueil de verre, regia di Victorin-Hippolyte Jasset - cortometraggio (1912)
- Zigomar contro Nick Carter (Zigomar contre Nick Carter), regia di Victorin-Hippolyte Jasset (1912)
- Tom Butler, regia di Victorin-Hippolyte Jasset - cortometraggio (1912)
- Les batailles de la vie - Épisode 5: Haine au music-hall, regia di Victorin-Hippolyte Jasset - cortometraggio (1912)
- Dans la cave, regia di Victorin-Hippolyte Jasset - cortometraggio (1912)
- La Fille de l'autre, regia di Victorin-Hippolyte Jasset - cortometraggio (1912)
- Les Cheveux d'or, regia di Victorin-Hippolyte Jasset - cortometraggio (1912)
- L'Étrange contrebandier, regia di Victorin-Hippolyte Jasset - cortometraggio (1912)
- Double vie, regia di Victorin-Hippolyte Jasset - cortometraggio (1912)
- Les Batailles de la vie - Épisode 1: Aux feux de la rampe, regia di Victorin-Hippolyte Jasset - cortometraggio (1912)
- Le Sphinx - cortometraggio (1912)
- Le Mirage, regia di Victorin-Hippolyte Jasset - cortometraggio (1912)
- Larmes de sang - cortometraggio (1912)
- Bandits en automobile - Épisode 1: La bande de l'auto grise, regia di Victorin-Hippolyte Jasset - cortometraggio (1912)
- Partie de cache-cache tragique - cortometraggio (1912)
- Zigomar, peau d'anguille - Épisode 3: Le brigand de l'air (1913)
- Zigomar, peau d'anguille - Épisode 2: L'éléphant cambrioleur (1913)
- Trompe-la-Mort (1913)
- L'Ivraie - Épisode 2: L'honneur outragé (1913)
- I figli del capitano Grant (Les Enfants du capitaine Grant), regia di Victorin-Hippolyte Jasset, Henry Roussel e Joseph Faivre (1913)
- La Justicière - Épisode 3: L'expiation (1913)
- La Justicière - Épisode 2: L'anneau de la morte (1913)
- La Fiancée maudite (1913)
- Destin tragique - Épisode 2: La rançon du bonheur (1913)
- Le Mauvais génie (1913)
- Le Meurtre légal (1913)
- Perdu en mer (1913)
- Balaoo, regia di Victorin-Hippolyte Jasset (1913)
- Le Cabinet d'affaires (1913)
- Zigomar, peau d'anguille - Épisode 1: La résurrection de Zigomar (1913)
- Dans la fournaise (1913)
- Le Semeur de ruines (1913)
- L'Ivraie - Épisode 1: La calomnie (1913).
- Le chemin du coeur, regia di Victorin-Hippolyte Jasset (1913)
- L'Assaut de la terre, regia di Émile Chautard e Victorin-Hippolyte Jasset (1913)
- L'Inconnue, regia di Victorin-Hippolyte Jasset (1913)
- Le Trésor des Baux (1913)
- La Bouquetière de Montmartre (1913)
- Sacrifice (1913)
- La Malédiction (1913)
- La Justicière - Épisode 1: Le mystérieux voyageur (1913)
- Destin tragique - Épisode 1: Haine de femme (1913)
- Protéa, regia di Victorin-Hippolyte Jasset (1913)
- Le Collier de Kali (1913)
- Le Serment de Dolorès (1914)
- Bagnes d'enfants (1914)
- Protéa II ou Protéa et l'auto infernale (1914)
- Le Mystère de Coatserho (1914)
- Les Poilus de la neuvième (1915)
- Le Baiser de la sirène (1915)
- Des pas dans le sable (1915)
- L'aventurier (1915)
- Le Col bleu (1915)
- Protea III - Verso la morte (Protéa III ou La course à la mort) (1915)
- C'est pour les orphelins, regia di Louis Feuillade (1916)
- Le Capitaine noir (1917)
- Le Mort invisible (1917)
- Protéa IV ou Les mystères du château de Malmort, regia di Gérard Bourgeois (1917)
- La Mascotte des poilus, regia di Charles Maudru e Georges Rémond (1918)
- Protéa V ou L'intervention de Protéa, regia di Jean-Joseph Renaud (1919)